# Aroui onagawae
Aroui onagawae is een vlokreeftensoort uit de familie van de Scopelocheiridae. De wetenschappelijke naam van de soort is voor het eerst geldig gepubliceerd in 2000 door Takekawa & Ishimaru.